# 達烏克羅省
7°15′N 3°52′W / 7.250°N 3.867°W

達烏克羅省（法語：Daoukro），是科特迪瓦的省份，位於該國中部湖泊區，由伊富大區負責管轄，成立於1988年，面積3,619平方公里，2014年人口159,085，人口密度每平方公里44人。